# Giải thưởng Futsal
Vào cuối mỗi năm, một số giải thưởng được trao cho các cá nhân và tập thể xuất sắc trong môn futsal bởi Umbro. Hiện tại có 10 giải thưởng: 

## Cầu thủ xuất sắc nhất thế giới
| Năm  | Người chiến thắng | Đội                   |
| ---- | ----------------- | --------------------- |
| 2000 | Manoel Tobías     | Vasco da Gama         |
| 2001 | Manoel Tobías     | Malwee/Jaraguá        |
| 2002 | Manoel Tobías     | FS Cartagena          |
| 2003 | Adriano Foglia    | Arzignano Grifo       |
| 2004 | Falcão            | Malwee/Jaraguá        |
| 2005 | Javi Rodríguez    | Playas de Castellón   |
| 2006 | Falcão            | Malwee/Jaraguá        |
| 2007 | Shayakhmetov      | MFK Viz-Sinara        |
| 2008 | Schumacher        | Inter FS              |
| 2009 | Kike              | ElPozo Murcia         |
| 2010 | Ricardinho        | SL Benfica            |
| 2011 | Falcão            | Santos/Cortiana       |
| 2011 | Falcão            | Santos/Cortiana       |
| 2012 | Falcão            | ADC Intelli Orlândia  |
| 2013 | Sergio Lozano     | FC Barcelona Alusport |
| 2014 | Ricardinho        | Inter Movistar        |
| 2015 | Ricardinho        | Inter Movistar        |
| 2016 | Ricardinho        | Inter Movistar        |
| 2017 | Ricardinho        | Inter Movistar        |

|align=center|2018
| Ricardinho
| Inter Movistar
|}

## Thủ môn xuất sắc nhất thế giới
| Năm  | Thủ môn            |
| ---- | ------------------ |
| 2003 | Luis Amado         |
| 2004 | Luis Amado         |
| 2005 | Không trao giải    |
| 2006 | Không trao giải    |
| 2007 | Tiago              |
| 2008 | Sergey Zuev        |
| 2009 | Santiago Elías     |
| 2010 | Mostafa Nazari     |
| 2011 | Stefano Mammarella |
| 2012 | Stefano Mammarella |
| 2013 | Gustavo            |
| 2014 | Stefano Mammarella |
| 2015 | Léo Higuita        |
| 2016 | Léo Higuita        |
| 2017 | Paco Sedano        |

## Huấn luyện viên đội tuyển quốc gia xuất sắc nhất thế giới (Giải Dimitri Nicolaou)
| Năm  | Huấn luyện viên              |
| ---- | ---------------------------- |
| 2003 | Javier Lozano Cid            |
| 2004 | Javier Lozano Cid            |
| 2005 | Không trao giải              |
| 2006 | Không trao giải              |
| 2007 | José Venancio López          |
| 2008 | Paulo César de Oliveira "PC" |
| 2009 | Hossein Shams                |
| 2010 | José Venancio López          |
| 2011 | Marcos Sorato                |
| 2012 | José Venancio López          |
| 2013 | Ney Pereira                  |
| 2014 | Roberto Menichelli           |
| 2015 | José Venancio López          |
| 2016 | Diego Giustozzi              |
| 2017 | José Venancio López          |

## Đội tuyển quốc gia xuất sắc nhất thế giới
| Năm  | Đội tuyển       |
| ---- | --------------- |
| 2003 | Ý               |
| 2004 | Tây Ban Nha     |
| 2005 | Không trao giải |
| 2006 | Không trao giải |
| 2007 | Brasil          |
| 2008 | Brasil          |
| 2009 | Iran            |
| 2010 | Tây Ban Nha     |
| 2011 | Brasil          |
| 2012 | Brasil          |
| 2013 | Brasil          |
| 2014 | Brasil          |
| 2015 | Tây Ban Nha     |
| 2016 | Argentina       |
| 2017 | Brasil          |

## Huấn luyện viên câu lạc bộ xuất sắc nhất thế giới
| Năm  | Huấn luyện viên      |
| ---- | -------------------- |
| 2003 | Javier Lozano Cid    |
| 2004 | Jesús Candelas       |
| 2005 | Không trao giải      |
| 2006 | Không trao giải      |
| 2007 | Fernando Ferretti    |
| 2008 | Jesús Candelas       |
| 2009 | Paulo Mussalem       |
| 2010 | Fernando Ferretti    |
| 2011 | Fulvio Colini        |
| 2012 | Marc Carmona         |
| 2013 | Billy Whittaker      |
| 2014 | Jesús Velasco Tejada |
| 2015 | Jesús Velasco Tejada |
| 2016 | Jesús Velasco Tejada |
| 2017 | Jesús Velasco Tejada |

## Câu lạc bộ xuất sắc nhất thế giới
| Năm  | Câu lạc bộ                      |
| ---- | ------------------------------- |
| 2004 | Boomerang Interviú              |
| 2005 | Không trao giải                 |
| 2006 | Không trao giải                 |
| 2007 | Club Social y Deportivo Pinocho |
| 2008 | Malwee Futsal                   |
| 2009 | Carlos Barbosa                  |
| 2010 | Malwee Futsal                   |
| 2011 | Montesilvano                    |
| 2012 | Barcelona Alusport              |
| 2013 | ADC Intelli Orlândia            |
| 2014 | Barcelona Alusport              |
| 2015 | Inter Movistar                  |
| 2016 | Inter Movistar                  |
| 2017 | Inter Movistar                  |

## Cầu thủ trẻ xuất sắc nhất thế giới
| Năm  | Cầu thủ          |
| ---- | ---------------- |
| 2004 | Fernandinho      |
| 2005 | Không trao giải  |
| 2006 | Không trao giải  |
| 2007 | Jesús Herrero    |
| 2008 | Dmitri Prudnikov |
| 2009 | Thiaguinho       |
| 2010 | Aicardo          |
| 2011 | Sergio Lozano    |
| 2012 | Alex             |
| 2013 | Ferrão           |
| 2014 | Adolfito         |
| 2015 | Adolfito         |
| 2016 | Adolfito         |
| 2017 | Fernan           |

## Trọng tài xuất sắc nhất thế giới
| Năm  | Trọng tài                    |
| ---- | ---------------------------- |
| 2004 | Pedro Galán Nieto            |
| 2005 | Không trao giải              |
| 2006 | Không trao giải              |
| 2007 | Antonio Cardoso              |
| 2008 | Karoly Torok                 |
| 2009 | Michel Jean Bonnaud          |
| 2010 | Danijel Janosevic            |
| 2011 | Vadim Baratov                |
| 2012 | Fernando Gutiérrez Lumbreras |
| 2013 | Fernando Gutiérrez Lumbreras |
| 2014 | Alessandro Malfer            |
| 2015 | Alessandro Malfer            |
| 2016 | Fernando Gutiérrez Lumbreras |
| 2017 | Saša Tomić                   |

## Cầu thủ nữ xuất sắc nhất thế giới
| Năm  | Cầu thủ        |
| ---- | -------------- |
| 2007 | Eva Manguán    |
| 2008 | Cilene         |
| 2009 | Alina Gorobets |
| 2010 | Vanessa        |
| 2011 | Vanessa        |
| 2012 | Vanessa        |
| 2013 | Lú             |
| 2014 | Amandinha      |
| 2015 | Amandinha      |
| 2016 | Amandinha      |
| 2017 | Amandinha      |